# Mermessus ignobilis
Mermessus ignobilis là một loài nhện trong họ Linyphiidae.
Loài này thuộc chi Mermessus. Mermessus ignobilis được Alfred Frank Millidge miêu tả năm 1987.